# 孙秉乾
孙秉乾（1904年—1987年8月31日），号中阳，吉林榆树人，中华民国外交官。
孙秉乾早年留学日本，获早稻田大学政治学学士学位。后进入外交部，先后担任亚洲司科员，中华民国驻清津领事馆随习领事，亚东司第三科科长。1947年起，任中华民国驻曼谷总领事，中华民国驻泰国大使馆一等秘书兼总领事，亚东司专门委员。1952年出任中华民国驻横滨总领事馆总领事，后又改任驻大阪总领事（加公使衔）。1967年任中华民国驻多明尼加首任大使。1973年退职。他还曾任中国文化学院日本研究所所长。

## 荣誉

### 中华民国勋章奖章
- 二等景星勋章（1967年3月25日批准[3]）